# NCT 127
NCT 127  (en hangul, 엔시티 127; es la segunda subunidad de la boy band surcoreana NCT, formado por el sello SM Entertainment en 2016. La subunidad basada en Seúl, debutó en julio de 2016 con el lanzamiento de su primer EP, NCT 127. El grupo consistía de siete integrantes: Taeil, Taeyong, Yuta, Jaehyun, Winwin, Mark y Haechan, pero Doyoung, Johnny y Jungwoo fueron agregados en diciembre de 2016 y septiembre de 2018, respectivamente. Taeil fue expulsado del grupo en agosto de 2024 por SM Entertainment debido a su escándalo por agresión sexual.

## Historia

### Predebut
Los nueve miembros de NCT 127 eran parte de SM Rookies, un equipo de aprendices creado por SM Entertainment. En enero de 2016, el fundador de SM, Lee Soo-man, anunció planes para un nuevo grupo de chicos con varias subunidades diferentes basadas en diferentes ciudades del mundo. La nueva subunidad se anunció oficialmente el 1 de julio, la cual incluye a los integrantes Taeyong, Taeil, Jaehyun y Mark, los cuales debutaron previamente en NCT U, junto con dos nuevos miembros: Yuta y Haechan.

### 2016-17: Debut y aumento de popularidad
El 7 de julio de 2016, el grupo su debut en el escenario de M! Countdown, interpretando «Fire Truck» y «Once Again» del EP debut NCT #127, el cual fue publicado digitalmente el 10 de julio y físicamente al siguiente día. El álbum se ubicó en el segundo lugar de Gaon Album Chart, además de posicionarse en el segundo puesto de World Albums Chart de la revista Billboard.
El 29 de julio, NCT 127 lanzó la canción «Taste the Feeling», para SM Station en colaboración con Coca-Cola. El 6 de diciembre, cinco miembros del grupo (Yuta, Taeyong, Jaehyun y Mark) lanzaron un vídeo especial, donde bailaron la canción «Good Thing» en colaboración con W Korea. El 20 de diciembre, el vídeo musical de «Switch» fue lanzado. La canción fue lanzada anteriormente como bonus track del álbum NCT #127. El 27 de diciembre de 2016, el grupo anunció su regreso con la adición de dos miembros: Johnny y Doyoung (miembro original de NCT U). La subnidad lanzó su segundo miniálbum, Limitless, digitalmente el 6 de enero de 2017 y físicamente el 9 de enero de 2017. El 17 de marzo, NCT 127 se presentó en el festival KCON realizado en el Mexico City Arena en México.
El grupo lanzó su tercer EP, Cherry Bomb, el 14 de junio de 2017, debutando en el segundo puesto de Gaon Album Chart. Las canciones «Cherry Bomb» y «0 Mile» fueron interpretadas en M! Countdown para promocionar el regreso. «Cherry Bomb» fue elegida por Billboard como una de las mejores canciones de K-pop de 2017. Apple Music nombró a NCT 127 como el «Nuevo artista de la semana» tras el lanzamiento de Cherry Bomb. El grupo se presentó en el KCON NY, celebrado el 24 de junio de 2017 en el Centro Prudencial de Nueva York y en el Centro de Convenciones de Los Ángeles el 19 de agosto para KCON LA. A principios de noviembre de 2017, el grupo lanzó el vídeo musical para la versión japonesa de «Limitless», además de realizar su primer evento en Japón titulado The Introduction 'Connect'.

### 2018-2019: Éxito internacional,Regular-IrregularyWe Are Superhuman
Para el primer semestre de 2018, NCT 127 promovió junto con NCT U y Dream como NCT 2018. El 14 de marzo, el NCT 127 lanzó el sencillo «Touch», junto con NCT 2018 Empathy, primer álbum de estudio de NCT. En abril, el NCT 127 fue nombrado como uno de los embajadores de la Hallyu Expo de Moscú. Un mes después, el primer EP en japonés del grupo, titulado Chain, fue lanzado. El miniálbum se ubicó en el segundo lugar de Oricon Weekly Chart, vendiendo más de 44 800 copias. El 24 de junio el grupo se presentó en el KCON USA, realizado en el Prudential Center en Newark, Nueva Jersey. El 16 de septiembre, se lanzó la versión en japonés de la canción «Touch». Al día siguiente, SM Entertainment anunció que NCT 127 lanzaría su primer álbum de estudio, titulado Regular-Irregular, el 12 de octubre con la adición de Jungwoo. El lanzamiento del álbum fue liderado por la interpretación de la versión inglesa de «Regular» y «Cherry Bomb» en Jimmy Kimmel Live!, marcando la primera aparición del grupo en la televisión estadounidense. El álbum debutó en la primera posición de Gaon Album Chart, además de ingresar en el puesto 86 de Billboard 200, siendo la primera vez que el grupo ingresa a una lista de Estados Unidos con 8 000 copias vendidas en el país en su primera semana de ventas.
El 22 de octubre, la subunidad lanzó un EP digital titulado Up Next Session: NCT 127, a través de Apple Music, el cual contiene versiones alternativas de sus canciones previamente lanzadas como «Fire Truck», «Cherry Bomb» y «Regular», así como una nueva canción llamada «What We Talkin 'Bout» con la participación de Marteen. El 23 de noviembre, el grupo lanzó su primera reedición titulada Regulate, acompañada del sencillo «Simon Says». Poco antes del lanzamiento, SM Entertainment anunció que Winwin no participaría en las promociones del grupo debido a conflictos de agenda. El 19 de diciembre, se anunció que Haechan entraría inactivo debido a una lesión.
El grupo dio inicio a su primera gira de conciertos, titulada NCT 127 1st Tour: NEO CITY - The Origin, el 26 de enero de 2019 en la Arena de Gimnasia Olímpica en Seúl. La gira se realizó sin la participación de Winwin. En el mismo año, se lanzó la canción «Let's Shut Up & Dance» con la participación de Lay de EXO y Jason Derulo como parte de un homenaje a Michael Jackson. El 18 de marzo, el grupo lanzó "Wakey-Wakey" como el sencillo principal de su primer álbum de estudio japonés, Awaken, que fue lanzado el 17 de abril.
En abril de 2019, NCT 127 firmó con Capitol Records y Caroline Distribution para un acuerdo de distribución mundial con SM Entertainment; CMG y Caroline distribuirán y harán la mercadotecnia del grupo para varios países alrededor del mundo. Debido a la realización del tramo norteamericano de la gira, el grupo se presentó en Good Morning America y Strahan and Sarah el 18 de abril, siendo el tercer grupo de K-pop en aparecer en el show. En el mismo mes, el grupo anunció su cuarto EP, We Are Superhuman, el cual fue lanzado el 24 de mayo de 2019. El grupo continuó como nuevo miembros, debido a que Winwin promociona con WayV. El grupo presentó el sencillo principal del EP, "Superhuman", en sus apariciones en Good Morning America y Strahan and Sara. También presentaron la canción durante una aparición en The Late Late Show with James Corden el 14 de mayo. El grupo apareció en un programa de variedades japonés, NCT 127 Teach Me JAPAN!, el cual se empezó a emitir en dTV desde el 9 de junio.
We Are Superhuman debutó en el puesto once de la Billboard 200 con 27.000 unidades, siendo su segunda entrada en la lista. El EP tamibén se convirtió en su segundo número uno en la lista World Albums. Una versión en inglés de "Highway to Heaven" fue lanzado como el segundo single del EP el 18 de julio de 2019. En agosto de 2019, SM anunció que Jungwoo pausaría sus actividades con el grupo debido a motivos de salud no mencionados. En noviembre de 2019, SM anunció que su salud estaba mejorando y que posiblemente volvería a las promociones en 2020.
NCT 127 participó en la edición de 2019 de Global Citizen Festival en Nueva York en septiembre de 2019. El grupo lanzó su primer álbum en vivo, Neo City: Seoul - The Origin, el 24 de octubre. El 3 de noviembre, se presentaron en la MTV Europe Music Awards 2019, en Sevilla, España, siendo el primer grupo de K-pop en presentarse en la ceremonia. El grupo apareció en la edición de 2019 del Macy's Thanksgiving Day Parade, realizada el 28 de noviembre, convirtiéndolos en los primeros artistas coreanos en presentarse en el evento, así como también en Today el día siguiente.

### 2020:Neo Zoney gira estadounidense
Debido al final de las actividades del grupo en Estados Unidos a finales de noviembre de 2019, NCT 127 lanzó un video musical para "Dreams Come True" en el canal oficial del grupo el 27 de enero de 2020. Junto con el regreso de Jungwoo, el grupo lanzó su segundo álbum de estudio coreano, Neo Zone, el 6 de marzo de 2020, incluyendo el sencillo principal "Kick It". Varios miembros ayudaron a escribir las letras del álbum. Neo Zone debutó en el quinto puesto de la Billboard 200, con más de 87.000 unidades vendidas en la primera semana en Estados Unidos. El álbum vendió más de 700.000 unidades en el primer mes, siendo su álbum más vendido hasta la fecha, así como también se ubicó en la cima de la lista de álbumes coreanos en marzo.
Junto con las promociones iniciales en Corea del Sur, el grupo empezó sus actividades en Estados Unidos presentándose en el 2020 RodeoHouston en Houston el 10 de marzo, convirtiéndose en el primer grupo de K-pop en presentarse en ese evento anual. Tenían programado embarcarse en su segunda gira, Neo Zone - The Awards en junio de 2020, en Norteamérica. Sin embargo, la gira fue pospuesta indefinidamente debido a las preocupaciones por el COVID-19.
En abril de 2020, NCT 127 fue elegido como embajador de la marca de cosméticos surcoreanos Nature Republic. El 17 de mayo, NCT 127 se convirtió en el cuarto artista de SM Entertainment en realizar un concierto online como parte de la serie de conciertos Beyond LIVE. El concierto vendió más de 104.000 tickets virtuales, presentándose frente a una audiencia de 129 países.
El 19 de mayo, el grupo lanzó Neo Zone: The Final Round, el cual es una reedición de Neo Zone. El álbum fue lanzado junto con el sencillo principal "Punch", el cual el grupo presentó en vivo dos días atrás en el concierto de Beyond LIVE. Las ventas conjuntas de Neo Zone y de The Final Round superan los 1,2 millones de copias vendidas, convirtiéndolo en el álbum más vendido del grupo y el primero en superar un millón de ventas totales.
El grupo se reunió con el resto de NCT para su segundo álbum de studio, NCT 2020 Resonance Pt. 1 y NCT 2020 Resonance Pt. 2, los cuales fueron lanzados el 12 de octubre y el 23 de noviembre respectivamente. "Music, Dance" de 127 fue incluido en el álbum.

### 2021:LoveholicySave
NCT127 anunció en enero que lanzarán su segundo EP japonés. Loveholic fue lanzado el 17 de febrero de 2021.
El 4 de junio, NCT 127 colaboró con Amoeba Culture para lanzar el sencillo digital "Save".

## Miembros
| Integrantes      | Integrantes      | Integrantes          | Integrantes          | Integrantes                     | Integrantes                                | Integrantes                                                                              |
| Nombre artístico | Nombre artístico | Nombre de nacimiento | Nombre de nacimiento | Fecha de nacimiento             | Lugar de nacimiento                        | Posición                                                                                 |
| Romanización     | Hangul           | Romanización         | Han/ Jap/ Chn        | Fecha de nacimiento             | Lugar de nacimiento                        | Posición                                                                                 |
| ---------------- | ---------------- | -------------------- | -------------------- | ------------------------------- | ------------------------------------------ | ---------------------------------------------------------------------------------------- |
| Johnny           | 쟈니             | John Seo             | 젼서                 | 9 de febrero de 1995 (30 años)  | Chicago, Illinois, Estados Unidos          | Rapero, vocalista y bailarín líder.                                                      |
| Taeyong          | 태용             | Lee Tae-yong         | 이태용               | 1 de julio de 1995 (29 años)    | Seúl, Corea del Sur                        | Líder, rapero principal, bailarín principal, vocalista, visual, centro y cara del grupo. |
| Yuta             | 유타             | Nakamoto Yuta        | 中本悠太             | 26 de octubre de 1995 (29 años) | Osaka, Japón                               | Bailarín líder, vocalista y rapero.                                                      |
| Doyoung          | 도영             | Kim Dong-young       | 김동영               | 1 de febrero de 1996 (29 años)  | Guri, Provincia de Gyeonggi, Corea del Sur | Vocalista principal y bailarín.                                                          |
| Jaehyun          | 재현             | Jung Yoon-oh         | 정윤오               | 14 de febrero de 1997 (28 años) | Seúl, Corea del Sur                        | Vocalista principal, bailarín líder, rapero y visual.                                    |
| Jungwoo          | 정우             | Kim Jung-woo         | 김정우               | 19 de febrero de 1998 (27 años) | Seúl, Corea del Sur                        | Vocalista líder y bailarín líder.                                                        |
| Mark             | 마크             | Mark Lee             | 마크이               | 2 de agosto de 1999 (25 años)   | Toronto, Canadá                            | Rapero principal, bailarín principal, vocalista.                                         |
| Haechan          | 해찬             | Lee Dong-hyuck       | 이동혁               | 6 de junio de 2000 (25 años)    | Seúl, Corea del Sur                        | Vocalista principal, rapero, bailarín líder y maknae.                                    |

## Discografía
| Álbum de estudio - 2018: Regular-Irregular - 2020: Neo Zone - 2021: Sticker - 2022: 2 Baddies - 2023: Fact Check - 2024: Walk Reediciones - 2018: Regulate - 2020: Neo Zone: The Final Round - 2021: Favorite - 2023: Ay-Yo Miniálbumes / EPs - 2016: NCT 127 - 2017: Limitless - 2017: Cherry Bomb - 2018: Up Next Session - 2019: Superhuman | Miniálbum / EP - 2018: Chain - 2021: Loveholic Álbum de estudio - 2019: Awaken |